# SN 2006ha
SN 2006ha – supernowa typu Ia odkryta 27 września 2006 roku w galaktyce IC1461. W momencie odkrycia miała maksymalną jasność 18,40m.